# Terrenceville
Terrenceville är en ort i Kanada.   Den ligger i provinsen Newfoundland och Labrador, i den östra delen av landet, 1 600 km öster om huvudstaden Ottawa. Terrenceville ligger 25 meter över havet och antalet invånare är 530.
Terrängen runt Terrenceville är platt österut, men västerut är den kuperad. Terrenceville ligger nere i en dal. Trakten runt Terrenceville är nära nog obefolkad, med mindre än två invånare per kvadratkilometer.. Terrenceville är det största samhället i trakten. 
I omgivningarna runt Terrenceville växer i huvudsak blandskog.